# Véronique Descharrières
Véronique Descharrières est architecte et urbaniste française, diplômée de l’École d'architecture de Strasbourg en 1990, chevalier des Arts et des Lettres et membre de l’Académie d’Architecture. Elle dirige l’agence VEDEA, qu’elle fonde en 2016 à la suite de la réalisation du Parc Zoologique de Paris au Bois de Vincennes pour défendre des projets au service du vivant. Elle obtient le prix Femme Architecte pour cette œuvre originale ainsi que la Médaille d’Or de l’American Institute of Architects. 
Elle réalise actuellement[Quand ?] le projet pour l’Institut Caribéen de la Biodiversité Insulaire à Saint-Martin et a remporté le concours pour le Yanshan Ecological Park à Pekin. Véronique Descharrières est membre du Conseil d’Administration de l’ENSA-Paris Val-de-Seine. 

## Biographie
Véronique Descharrières est titulaire d’un diplôme d'architecte diplômé par le gouvernement (DPLG) en 1990. Elle fréquente différentes écoles dont celle de Paris-Belleville et de Strasbourg,.
En 1991, elle commence son parcours professionnel chez Bernard Tschumi urbanistes Architectes (BTuA) entre Paris et New York. Elle collabore aux différents concours de l'agence. La même année, l’agence BTuA est nommée lauréate du projet pour l'aménagement des Jardins d'Entreprises à Chartres, et participe au projet de construction de Le Fresnoy - Studio national des arts contemporains.
En qualité d’associée, Véronique Descharrières dirige avec l'architecte suisse Bernard Tschumi, l'agence parisienne de Bernard Tschumi urbanistes Architectes. 
Elle a également enseigné à l’École d'Architecture de Normandie, et intervient régulièrement comme maîtresse de conférences dans les écoles d'architecture ou auprès de diverses institutions.

## Carrière professionnelle
En 1993, Véronique Descharrières réalise et conçoit la rétrospective des projets de Bernard Tschumi urbanistes Architectes dans les bâtiments existants du futur Studio National des Arts Contemporains du Fresnoy. En 1994, l’exposition Virtuæl est présentée au MoMA à New York. 
En 1995, Véronique Descharrières fonde le groupe compoSITE architectes, une plate-forme réunissant les concepteurs, créateurs ou chercheurs, avec lesquels elle collabore et remporte des concours internationaux ouverts aux jeunes architectes. 
L’architecte joue également un rôle essentiel dans la conception architecturale du nouveau Parc Zoologique de Paris pour Bernard Tschumi urbanistes Architectes, dont elle dirige le chantier des nouveaux bâtiments.
Parmi ses autres travaux d’ampleur, elle travaille sur différents projets de l'agence dont l’École d'Architecture de Marne-la-Vallée (1996), le Zénith de Rouen (1998), le Siège et la Manufacture Vacheron Constantin à Genève (2001), le Zénith de Limoges (2003), et le projet finaliste pour le réaménagement de l'île Seguin à Boulogne Billancourt,. 
En 2003, Véronique Descharrières figure parmi les cinq lauréats du concours international pour le symbole de la ville de Ames aux États-Unis. La même année, elle réalise la scénographie des Talents à la Carte. En 2004, l’architecte et urbaniste participe à l'aménagement du Village de la Presse dans le cadre du projet « Paris, Capitale de la Création »,.

## Reconnaissances
En 2015, Véronique Descharrières est lauréate du Prix Femmes Architectes, dans la catégorie Œuvre Originale, pour sa conception du parc zoologique de Vincennes,.
- Chevalière de l'ordre des Arts et des Lettres